# Ardente (1913)
«Арденте» (італ. Ardente) - ескадрений міноносець типу «Індоміто» ВМС Італії часів Першої світової війни.

## Історія створення
Ескадрений міноносець «Арденте» був закладений у 1912 році на верфі «Cantiere Pattison» в Неаполі. Спущений на воду 15 грудня 1913 року, того ж року вступив у стрій.

## Історія служби

### Перша світова війна
Після вступу Італії у Першу світову війну есмінець «Арднте» разом з «Анімозо», «Аудаче», «Ардіто» та «Франческо Нулло» був включений до складу I ескадри есмінців, яка базувалась у Бріндізі.
9 червня «Арденте» разом з есмінцями «Індоміто», «Іррек'єто», «Імпетуозо», «Інсідіозо», «Анімозо», «Ардіто», «Інтрепідо», «Аудаче» і крейсер-скаут «Куарто» супроводжували крейсери «Джузеппе Гарібальді» і «Веттор Пізані», здійснюючи обстріли албанського узбережжя.
11 липня есмінці «Анімозо», «Аудаче», «Арденте», «Ардіто», «Страле», крейсери «Куарто», «Марсала», допоміжний крейсер «Чітта ді Палермо» та міноносці «Кліо», «Кассіопея», «Калліопе», «Айроне», «Арпіа» провели десантну операцію на острові Пелагроса.
17 липня «Арденте» разом з крейсерами «Джузеппе Гарібальді», «Варезе», «Веттор Пізані», есмінцями «Страле» і «Ардіто» та 8 міноносцями вирушив на обстріл Рагузи та Цавтату. Операція була скасована через активність ворожих підводних човнів. Але на зворотному шляху ескадра була атакована підводним човном «U-4», внаслідок чого крейсер «Джузеппе Гарібальді» був потоплений.
3 серпня 1916 року «Арденте» разом з «Джузеппе Чезаре Абба» прикривав атаку 9 літаків на Дураццо. Під час походу італійські кораблі були атаковані австро-угорськими есмінцями «Вільдфанг», «Варасдінер», крейсером «Асперн» і міноносцями «TB 80» і «TB 85». На «Арденте» сталась аварія, але на допомогу італійським кораблями прийшли французькі есмінці, і бій завершився безрезультатно для обох сторін.
11 грудня 1916 року о 9 вечора «Арденте» та «Індоміто» вийшли з Вльори, супроводжуючи лінкор «Реддина Маргерита». Але незабаром після виходу з потру лінкор підірвався на двох мінах і за 7 хвилин затонув за 2 милі від порту. Вдалось врятувати лише 275 членів екіпажу, в той час як 674 загинули.
11 травня 1917 року ескадра у складі есмінців «Анімозо», «Аудаче», «Ардіто», «Арденте» та «Джузеппе Чезаре Абба» прибула до Венеції для протидії австро-угорським есмінцям та міноносцям.
В ночі з 13 на 14 серпня «Арденте», «Анімозо», «Ардіто», «Джузеппе Чезаре Абба», «Вінченцо Джованні Орсіні», «Джованні Ачербі», «Джузеппе Сірторі», «Франческо Стокко», «Карабіньєре» і «Понтьєре» вийшли з Венеції на перехоплення австро-угорської ескадри у складі есмінців «Штрайтер», «Река», «Велебіт», «Шарфшутце», «Дінара» та 6 міноносців. Але лише «Орсіні» мав нетривалий вогневий контакт із противником.
28 листопада есмінці «Спарвіеро», «Аквіла», «Анімозо», «Арденте», «Ардіто», «Джузеппе Чезаре Абба», «Аудаче», «Вінченцо Джованні Орсіні», «Джованні Ачербі», «Джузеппе Сірторі» і «Франческо Стокко» вирушили з Венеції для переслідування австро-угорської ескадри у складі есмінців «Штрайтер», «Гусар», «Дукла» та 4 міноносців, яка обстріляла залізницю поблизу гирла річки Метауро. Італійські кораблі розпочали переслідування, але наздогнали ворожі кораблі занадто близько до Поли.
10 березня 1918 року есмінці «Арденте», «Аквіла», «Джузеппе Сірторі», «Франческо Стокко»,  і «Ардіто» прикривали атаку торпедних катерів на порт Бакар.

### Післявоєнна служба
Після закінчення війни «Арденте» пройшов ремонт, під час якого було доповнене артилерійське озброєння.
У 1929 році корабель був перекласифікований в міноносець.
У 1937 році корабель був виключений зі складу флоту і знаний на злам.